# Конституційний суд Республіки Білорусь
53°54′01″ пн. ш. 27°33′58″ сх. д. / 53.90031° пн. ш. 27.56614° сх. д.
Конституці́йний суд Респу́бліки Білору́сь (біл. Канстытуцыйны Суд Рэспублікі Беларусь) — орган конституційної юрисдикції Республіки Білорусь; уповноважений здійснювати контроль за конституційністю нормативних актів у державі. Заснований 1994 року.
Правову основу статусу та діяльності Конституційного  суду Республіки Білорусь становлять Конституція Республіки Білорусь (стаття 116), Кодекс Республіки Білорусь Про судоустрій і статус суддів, Закон РБ «Про конституційний суд Республіки Білорусь», Регламент Конституційного Суду Республіки Білорусь. 
Складається з 12 суддів. Формується з висококваліфікованих спеціалістів у сфері права Президентом Республіки Білорусь (6 суддів) та Радою Республіки (тобто палатою територіального представництва парламенту Республіки Білорусь – 6 суддів). Голова Конституційного Суду Республіки Білорусь призначається Президентом Республіки Білорусь за згодою Ради Республіки. Строк повноважень членів Конституційного суду Республіки Білорусь — 11 років, їх граничний вік — 70 років. 
Голова Конституційного суду Республіки Білорусь — Міклашевич Петро Петрович (з лютого 2008 р.) .